# Château de Saint-Cyr
Le château de Saint-Cyr est un ancien château fort, fondé dans le 3e quart du XIIe siècle, reconstruit en 1210, dont les vestiges se dressent sur la commune de Saint-Cyr-au-Mont-d'Or dans la métropole de Lyon en région Auvergne-Rhône-Alpes.
La tour fait l’objet d’une inscription au titre des monuments historiques par arrêté du 18 février 1926.

## Situation
Le château de Saint-Cyr, dont il subsiste le donjon, est situé dans la métropole de Lyon sur la commune de Saint-Cyr-au-Mont-d'Or, dominant le bourg.

## Histoire
Girin de Rosset ( -1154), sénéchal de l’Église de Lyon fait bâtir le château et la construction est complétée par Dalmace Morel ( -1185) puis reconstruit vers 1210 par l'archevêque de Lyon, Renaud II de Forez. Jusqu'à la Révolution, la place est tenue par un capitaine-châtelain qui représente le chapitre de Lyon. En 1305, le pape Clément V séjourne à Saint-Cyr. En 1367, le châtelain, Pierre Arlod de la Salle, reçoit 200 florins d'or.
Jusqu'en 1381, date à laquelle ils font fortifier leur église, les habitants du village voisin de Saint-Didier s'y réfugient moyennant l'obligation de venir faire le guet. En 1422, les Anglais et les Bourguignons pillent et brûlent le château.
Le dernier seigneur mansionnaire de Saint-Cyr est le chanoine de Pingon, de 1753 à 1790.

## Description
Le château date de la fin du XIIe siècle. Il se présentait sous la forme d'une enceinte quadrangulaire crénelée flanquée de tours. Le donjon carré, dressé du côté de l'attaque, est encore haut de 21 mètres ; au XVIIe siècle, comme il menaçait ruine, on le réduisit de 6 mètres. Une autre tour était encore visible en 1830.
L'ancienne chapelle castrale est devenue l'église paroissiale.